# Kasper Rørsted
Kasper Rørsted (født 24. februar 1962) er en dansk erhvervsleder, der i 2016 blev udnævnt til administrerende direktør i beklædningskoncernen Adidas.
Rørsted er uddannet fra Niels Brock Business College samt Harvard Business School og har haft ledende stillinger inden for salg og marketing hos bl.a. Compaq, Oracle og HP. Inden han kom til Adidas, var han fra 2005 til 2016 ansat hos Henkel, herunder som topchef i perioden 2008-2016. 

## Uoverensstemmelser i  CV
Som konsekvens af journalisten Tim Gökalp undersøgelse om cv-fusk blandt topcheferne hos Tysklands største virksomheder kom det i 2020 frem at Kasper Rørsteds CV ikke stemte overens med virkeligheden, da flere af hans arbejdsgivere skrev han var uddannet fra Copenhagen Business School, mens hans uddannelse i virkeligheden var fra Niels Brock Business College som ikke tilbyder uddannelse på universitetsniveau. I forlængelse heraf undersøgte mediet Finans ligeledes Kasper Rørsteds CV i Kraks Blå Bog, som Kasper Rørsted selv havde forfattet, hvor det fejlagtigt fremgik at han var uddannet civiløkonom, mens hans rigtige titel er akademiøkonom. Kasper Rørsted har selv afvist at have skyld i uoverensstemmelserne i hans CV.